# Spaanse mus
De Spaanse mus (Passer hispaniolensis) is een zangvogel uit de familie van mussen (Passeridae). De vogel lijkt op een huismus en komt voor in Zuid-Europa, Noord-Afrika en tot diep in Midden-Azië.

## Kenmerken
Het mannetje van de Spaanse mus is gemakkelijk te onderscheiden van de huismus. De vogels zijn allebei even groot, 14 tot 16 cm lang, de Spaanse mus heeft echter net als de ringmus een kastanjebruine kruin. In de broedtijd heeft het mannetje een donkere bef (net als de huismus) maar het zwart van de bef zet zich voort in een zware zwarte streping. Ook op de rug is het mannetje zwart gestreept (de huismus is daar zwart en bruin gestreept). Verder heeft de Spaanse mus een smalle witte wenkbrauwstreep en witte wangen (bij de huismus is dat grijs en ontbreekt de wenkbrauwstreep). In de winter blijft de zwarte streping op borst en buik aanwezig, maar minder duidelijk. Het vrouwtje is in het veld praktisch niet te onderscheiden van de huismus.

## Verspreiding en leefgebied
De soort komt niet alleen in Spanje voor. Hij is daar helemaal niet zo algemeen. Er zijn twee ondersoorten:
- P. h. hispaniolensis (Iberisch schiereiland, nabijgelegen eilanden in de Atlantische Oceaan, noordwestelijk Afrika en Zuidoost-Europa tot in westelijk Turkije.
- P. h. transcaspicus (Midden-Oosten, tot in Zuid-Kazachstan, Afghanistan en het westen van China).

Het leefgebied bestaat meestal uit terreinen in de buurt van water met veel bomen en struikgewas en vaak in de buurt van menselijke bewoning. Daar waar de huismus ontbreekt (zoals op Malta, Sardinië, Madeira en de Canarische eilanden) komt de Spaanse mus voor in bewoond gebied. De ondersoort P. h. transcaspicus komt ook voor in drogere gebieden en in Afghanistan tot op 2750 m boven zeeniveau. De vogels zijn trekvogels die 's winters in Noord-Afrika, het Arabisch schiereiland en India verblijven.

Verspreidingsgebied. Lichtgroen: broedgebied van P. h. hispaniolensis ; donkergroen: broedgebied van P. h. transcaspicus; lichtblauw: overwinteringsgebied; paars: Italiaanse mus.
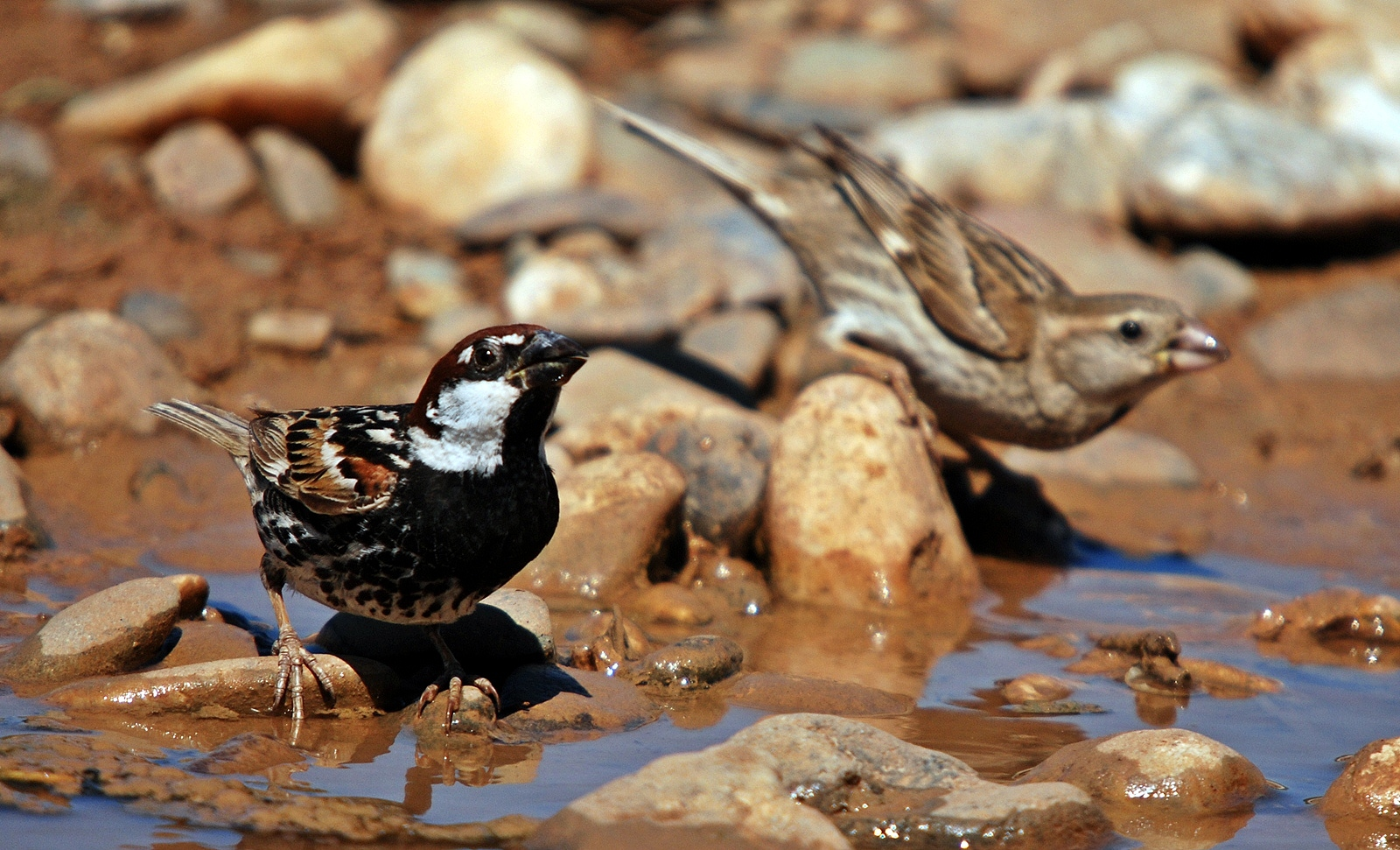
Mannetje (voor) en vrouwtje (achter) van de Spaanse mus in ZO-Turkije.

### Voorkomen in Noordwest-Europa
Spaanse mussen zijn waargenomen op de Britse eilanden, Finland en Noorwegen. In Nederland zijn tussen 1997 en 2021 acht bevestigde waarnemingen gedaan, meestal aan de Noordzeekust.

## Broedgedrag
De Spaanse mus broedt vaak hoog in bomen in kolonies met nesten van stro en twijgen. Deze mus broedt ook als "onderhuurder" in grote takkennesten van ooievaars en roofvogels.

## Status
De grootte van de populatie werd in 2015 ruw geschat tussen de 61 en 131 miljoen individuen met een afnemende trend. De Spaanse mus staat als niet bedreigd op de Rode Lijst van de IUCN.